# Вернер, Эдвард
Эдвард Генрик Вернер (англ. Edward Werner; 23 мая 1878 — 13 ноября 1945) — польский экономист, судья, промышленник и дипломат. Он был наиболее известен как вице-министр финансов Второй Польской республики.

## Биография
Эдвард Вернер родился в 1878 году в Варшаве в семье Бронислава-Фредерика Вернера и Марии-Паулины (Страсбургер), сестры известного ботаника Эдуарда Страсбургера. Он учился сначала в лицее в Польше, а затем в Академии торговли в Вене. Позже он изучал экономику в Лондоне и Берлине. Вернер был лютеранином по вероисповеданию и поддерживал благотворительные организации, такие как Y.M.C.A. Во время Первой мировой войны он основал частный госпиталь для раненых под эгидой Польского Красного Креста и руководил работой госпиталя. В начале Второй мировой войны Вернер стал свидетелем немецкой бомбардировки Варшавы.
В 1940 году он отправился в Соединенные Штаты, где в 1941 году подал заявление о предоставлении гражданства. Он читал лекции по религиозным вопросам и Польше в Соединенных Штатах и Канаде, а также работал с польским правительством в изгнании.
Вернер умер от сердечного приступа в 1945 году в Нью-Йорке и похоронен на кладбище Вудлон в Бронксе.

## Профессиональная карьера
Экономист по профессии, Вернер был судьей Торгового суда, инструктором по работе с государственными служащими и преподавателем на курсах налогообложения и финансов. Как бизнесмен, он занимался торговлей зерном и удобрениями. Как промышленник он интересовался производством табака и сахара, был против введения государственной табачной монополии в Польше в 1924 году. Он стал членом совета Варшавы, а в 1934 году он был вице-министром финансов, отвечавшим за все государственные монополии.

## Семья
Вернер женился на Софии Елене Калиновской (1889—1946), племяннице Рафаила Калиновского. У Эдуарда и Софии было трое детей: София Елена (1910—1939), которая вышла замуж за графа Антония Дунина, имела троих детей и погибла вместе со своим мужем во время немецкого наступления в сентябре 1939 года; Кароль Габриэль (1912—1978), лейтенант, бежавший из Польши в Англию и сражавшийся в составе перегруппированной польской 1-й бронетанковой дивизии в битве при Фалез-Гап во время Второй мировой войны, а затем женился на Луизе Гарбисон-Ламберт; и Мари Габриэла (1916—1999), которая сначала вышла замуж за Йозефа Чехомского из Варшавы, затем была арестована и отправлена в Освенцим, но выжила и эмигрировала в Соединенные Штаты со своими племянником и племянницами, а затем вышла замуж за Юзефа Набеля и родила от него троих детей, одна из которых, Мари Набель Коэн вышла замуж за Джареда Даймонда.